# Danh sách câu lạc bộ bóng đá ở Guatemala
Đây là danh sách các câu lạc bộ bóng đá ở Guatemala.
- Comunicaciones
- Heredia
- Juventud Retalteca
- Malacateco
- Marquense
- Mictlán
- Municipal
- Peñarol
- Petapa
- Suchitepéquez
- Universidad De San Carlos
- Tipografía Nacional
- Xelajú
- Xinabajul
- Zacapa

Bản mẫu:Bóng đá Guatemala